# Arxakuní

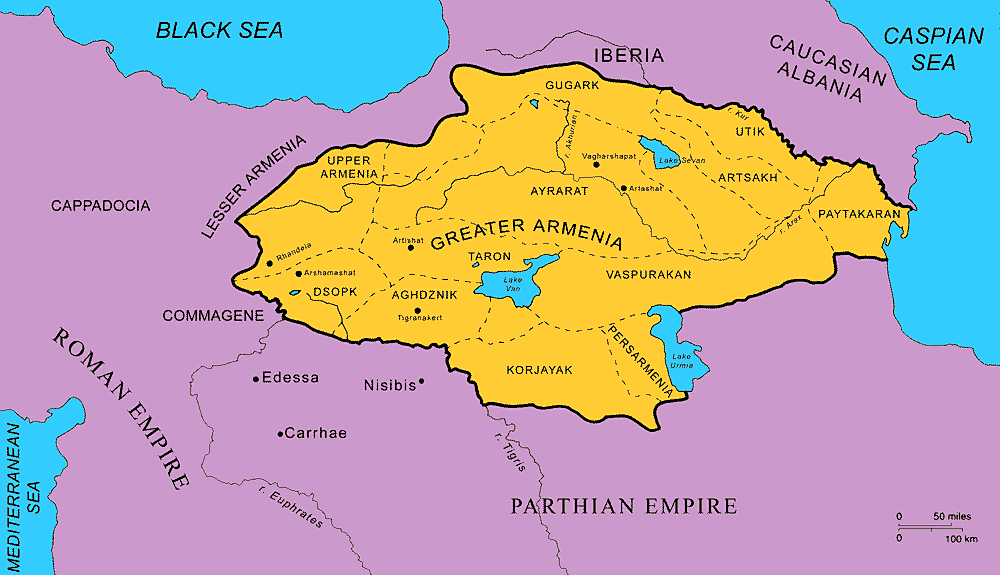
Territori dels arxakuní.

Els Arxakuní (en armeni Արշակունիներ) van ser una família de nakharark d'Armènia que van governar per un temps un principat a l'Imperi Romà en l'antic regne d'Armènia Occidental a la zona de la Carenítida (Karin). A la Persarmènia una branca d'aquesta família va tenir el seu feu hereditari al Akhiovit, a Baspracània.
Arxakuní és la paraula armènia per referir-se als arsàcides. El rei de l'Armènia Major era considerat només el primer entre iguals; com a sobirà del patrimoni reial (compost entre altres per parts de l'Airarat i la Carenítida, a l'Alta Armènia) van ser de fet uns nakharark més en aquests territoris, tot i que tinguessin el dret de parlar els primers. La casa dels arsàcides va sobreviure a la caiguda de la tercera monarquia armènia  mitjançant les línies Arsàcides de Camsaracans i de l'Astianene, i també com la línia Arxakuní, amb el patronímic dinàstic i descendent de l'últim i, de fet, rei arsàcida només de la part occidental, Àrsaces III (387-390). Aquesta casa va exercir un paper destacat a l'Armènia romana i a l'Imperi Romà d'Orient fins a mitjans del segle vii, quan s'esmenta per darrer cop; i la casa imperial de la dinastia heracliana (610-711) estava estretament relacionada amb ella, si es que de fet no n'era una branca.
Després de la mort d'Àrsaces III, l'emperador romà, que era el seu sobirà, no va permetre la seva successió. Així va arribar el final no violent del Regne d'Armènia Occidental. El seu territori, corresponent a la província de l'Alta Armènia, havia reclamat, com a regne, el nom de Gran Armènia però el govern romà, oficialment sembla, el va anomenar Armènia Interior. Juntament amb els principats que la componien, va quedar sotmesa a un funcionari civil, el comes Armeniae, que representava a l'emperador. l'Armènia Interior (a vegades esmentada com Armènia Superior) tenia nou cantons o «terres», però la quantitat de cases principesques que eren lleials a Àrsaces III era molt més petit. Només consten els Mamiconis a l'Acilisene i els Bagràtides a Syspiritis. La casa reial destronada, els arsàcides o Arxakuní, es van convertir llavors en la tercera casa de prínceps de la província, governant probablement el seu antic patrimoni a la Carenítida. La resta del territori sota prínceps, havia anat passant al govern directe de la corona i de l'Església Armènia i ara passava a l'estat romà.
El tractament imperial dels prínceps arsàcides sembla totalment idèntic al que es va concedir als Pentarques de més enllà de l'Eufrates (vegeu Armènia Sofene). La cort de Constantinoble va respectar escrupolosament els drets dels prínceps i es va aconseguir una delicada convivència entre aquests i els comes. El que va seguir la mort d'Àrsaces III va afectar la seva política però no a la seva dinastia. Aquesta distinció entre el territori en conjunt que es va convertir de facto en una mera província romana i els estats vassalls només es pot explicar per què, d'una banda, existeix un edicte de l'emperador Anastasi del 496 sobre els impostos armenis i, de l'altra, Procopi assegura que els prínceps de l'Armènia Interior no estaven, fins al temps de Justinià, obligats a sotmetre's als impostos imperials. Els prínceps sota aquesta dependència romana eren, per tant, exactament com els de l'Altra Armènia (Armènia Sofene): civitates foederatae que integraven estats vassalls dotats d'autonomia política i militar completa i immunitat completa de qualsevol interferència civil, fiscal o militar de l'Imperi.
Exactament com en el cas dels Pentarques de l'Armènia Sofene, el final d'aquest acord es va produir amb Justinià, a través dels mateixos actes jurídics i amb el mateix menyspreu pels compromisos de l'Imperi. Ja abans d'agost de 528, l'Armènia Interior es va convertir oficialment en una província, sota un praeses, anomenada Magna Armenia. A continuació, en crear, en aquest any, el mestre dels soldats d'Armènia, que tenia el comandament de cinc duces i quatre legions, l'emperador va proclamar l'abolició de l'ofici civil de comes Armeniae i, per tant, va abrogar tàcitament dos drets essencials dels prínceps: la immunitat d'acollir i sostenir guarnicions imperials i el dret a mantenir els seus propis exèrcits. En 532, els prínceps van ser desposseïts i es van abolir els seus drets sobirans; això va quedar implícit de nou de forma tàcita, en la llei del 18 de març del 536 per la qual es va instituir una nova organització civil de la zona romana d'Armènia. Magna Armenia va canviar el nom oficial una vegada més i ara va ser anomenada Armenia Prima (Armènia Primera o Armènia I), per ser governada per un procònsol amb rang de spectabilis, que residia a Justinianòpolis. Finalment, va arribar el cop d'estat: la sèrie d'edictes, a partir del 535, que va anul·lar el sistema armeni de successió agnàtica, amb l'objectiu de suprimir l'últim poder restant dels prínceps «mediatitzats»: les seves terres i fortunes privades.
No se sap el grau d'èxit que va aconseguir l'emperador amb aquestes decisions; a l'Armènia Primera hi va haver una revolta el 538 dirigida pels prínceps arsàcides, que, l'any següent, van apel·lar al Gran Rei de Pèrsia per ajudar-los no només contra la injustícia imperial del seu destronament, sinó també contra l'opressió burocràtica imperial que la va seguir i aquesta crida va ser una de les causes de la segona guerra persa de Justinià. Tanmateix, se sap que després del temps de Justinià, els Bagràtides i els Mamiconis no van tenir cap paper a la zona romana d'Armènia, restringint-se als seus estats de Persarmènia  mentre els arsàcides semblen haver emigrat a territori de l'Imperi i, si els heraclians van ser els seus descendents, van aconseguir la venjança.
Procopi esmenta un personatge de la família que va estar al servei imperial, Artabanes Aršakuni. Va ser successivament mestre dels soldats d'Àfrica, mestre dels soldats presencial i mestre dels soldats de Tràcia; va conspirar contra la vida de Justinià I i per això va ser detingut, però sembla que pel seu origen reial el van tractar amb una gran clemència.